# 肯内特·肯霍尔特
肯内特·肯霍尔特（瑞典語：Kenneth Kennholt，1965年1月13日—），瑞典男子冰球运动员，场上位置是后卫。他曾代表瑞典国家队参加1992年冬季奥林匹克运动会冰球比赛，获得第5名。